# Music Walk
Music Walk ist ein Klavierkonzert der Neuen Musik von John Cage. Wenige Tage nach Fertigstellung wurde es am 14. Oktober 1958 in der Galerie 22 in Düsseldorf von Cage, Cornelius Cardew und David Tudor uraufgeführt. In dem Werk, das auf der Grundlage eines groben Konzepts weitgehend improvisiert wird und dem Charakter einer Performance der Aktionskunst angenähert ist, werden neben einem oder mehreren Klavieren Radiogeräusche und/oder Musikaufnahmen von Abspielgeräten zu Gehör gebracht. Auch bewegen sich die Musiker auf der Bühne umher, um zu punktuellen Klangereignissen ungewöhnliche weitere Mittel einzusetzen, etwa Kieselsteine, die aneinander geschlagen werden. Cages Auftritte in Music Walk gehören zu den bedeutendsten in der Bühnenpräsenz des Komponisten. Sein performativer Stil beeinflusste insbesondere die Entwicklung des Multimedia-Künstlers Nam June Paik und lieferte einen Impuls für die Entstehung der Kunstrichtung Fluxus.

## Partitur und Charakter
Die Partitur enthält eine grafische Notation des Stücks. Sie besteht aus mehreren Seiten Papier mit darauf vermerkten Punkten, die Klangereignisse repräsentieren, und darüber gelegten, transparenten Plastikfolien mit fünf parallelen Linien, die die Punkte bzw. Klangereignisse fünf Kategorien des Einsatzes von Piano, Radio und Hilfsinstrumenten zuweisen. Interpreten verwenden diese Materialien und befolgen Cages Anweisungen, wobei sie jedes Mal einen Teil mit Klängen erstellen, die an verschiedenen Stellen im und um das Klavier herum, auf Radios oder mit Hilfsinstrumenten oder durch die eigenen Stimmen erzeugt werden. Wegen des performativen Werkcharakters klassifizierte der Musikkritiker und Musiktheoretiker Heinz-Klaus Metzger, dem das Stück gewidmet war und der die Aufgabe hatte, Einleitungsworte zur Uraufführung zu sprechen, es als „instrumentales Theater“. Im Œuvre Cages steht das Werk am Beginn einer Entwicklung zur Verwendung unbestimmter Elemente in der Komposition, wodurch den Mitwirkenden bedeutende Spielräume für ihre Handlungen überlassen werden.

## Weitere Aufführungen in den 1960er Jahren
Im Frühjahr 1960 führten Cage und Tudor das Stück weitere fünf Mal auf. Als Music Walk for Dancers wurde es im Herbst 1960 – künstlerisch erweitert durch Merce Cunningham in einer tänzerischen Choreografie – sieben Mal von Cage und Tudor in Deutschland und Italien präsentiert. Neben Cunningham tanzte auch Carolyn Brown (* 1927). Eine weitere Aufführung folgte in New York mit Jill Johnston am 4. April 1962. Bühnenbild und Kostüme entwarf Robert Rauschenberg. Über die Aufführung im Teatro La Fenice am 24. September 1960 in Venedig berichtete ein Kritiker der Zeitschrift Time wie folgt:

„For his Venice performance, Cage prepared a typically mad melange of musical high jinks. The evening started mildly enough with Round 1, in which Cage and Pianist David Tudor sat at different pianos alternately plunking notes at up to 20-second intervals. Presently Dancer Merce Cunningham started undulating in symbolic suggestion of an embryo wriggling toward manhood. By Round 3, when Cage was thumping his piano stool with a rock, the restive audience begun to jeer. The jeers grew in Round 4, as Cage and Tudor launched into a piano duet, playing chords with 48 John Cage’s Theatre Pieces their elbows while assaulting the piano’s innards with knives and pieces of tin. After Round 6, in which Cage slammed the piano top with an iron pipe and dropped bottles on the floor, an elderly music lover strode on the stage, walloped Cage’s piano with his walking stick and stalked out shouting ‚Now I’m a musician too!‘ Soon Cage and Tudor were darting about between three record players, shifting from Mozart to blues to a recorded speech by Pope John XXIII calling for world peace. By the finale, fights had broken out all over the theatre. ‚Get out of here!‘ screamed traditonalists. Replied an un-Caged modernist: ‚Go somewhere else if you want melody! Long live music!‘ Cage barked at the audience; the audience barked back at Cage.“

„Für seinen Auftritt in Venedig bereitete Cage eine typisch verrückte Mischung aus musikalischem Übermut vor. Der Abend begann recht sanft mit Satz 1, in der Cage und der Pianist David Tudor an verschiedenen Klavieren saßen und abwechselnd in Abständen von bis zu 20 Sekunden Klänge anschlugen. Jetzt begann der Tänzer Merce Cunningham sich zu bewegen, was symbolisch an einen Embryo erinnerte, der sich zum Menschsein emporwindet. Als Cage im dritten Satz mit einem Stein auf seinen Klavierhocker schlug, begann das unruhige Publikum zu johlen. Der Spott wuchs in Satz 4, als Cage und Tudor ein Klavierduett begannen, Akkorde mit den Ellbogen spielten und gleichzeitig mit Messern und Blechstücken auf das Innere des Klaviers einwirkten. Nach Satz 6, in dem Cage mit einem Eisenrohr auf den Klavierdeckel einschlug und Flaschen auf den Boden fallen ließ, betrat ein älterer Musikliebhaber die Bühne, schlug mit seinem Spazierstock auf Cages Klavier ein und stolzierte mit dem Ruf ‚Jetzt bin ich auch Musiker!‘ hinaus. Schon bald huschten Cage und Tudor zwischen drei Plattenspielern hin und her und wechselten von Mozart über Blues zu einer aufgezeichneten Rede von Papst Johannes XXIII., der zum Weltfrieden aufrief. Bis zum Finale kam es überall im Theater zu Schlägereien. ‚Raus hier!‘, schrien die Traditionalisten. Ein von Cage beeindruckter Modernist antwortete: ‚Gehen Sie woanders hin, wenn Sie Melodie wollen! Es lebe die Musik!‘ Cage schrie in das Publikum, das Publikum schrie zurück.“